# Epsingsen

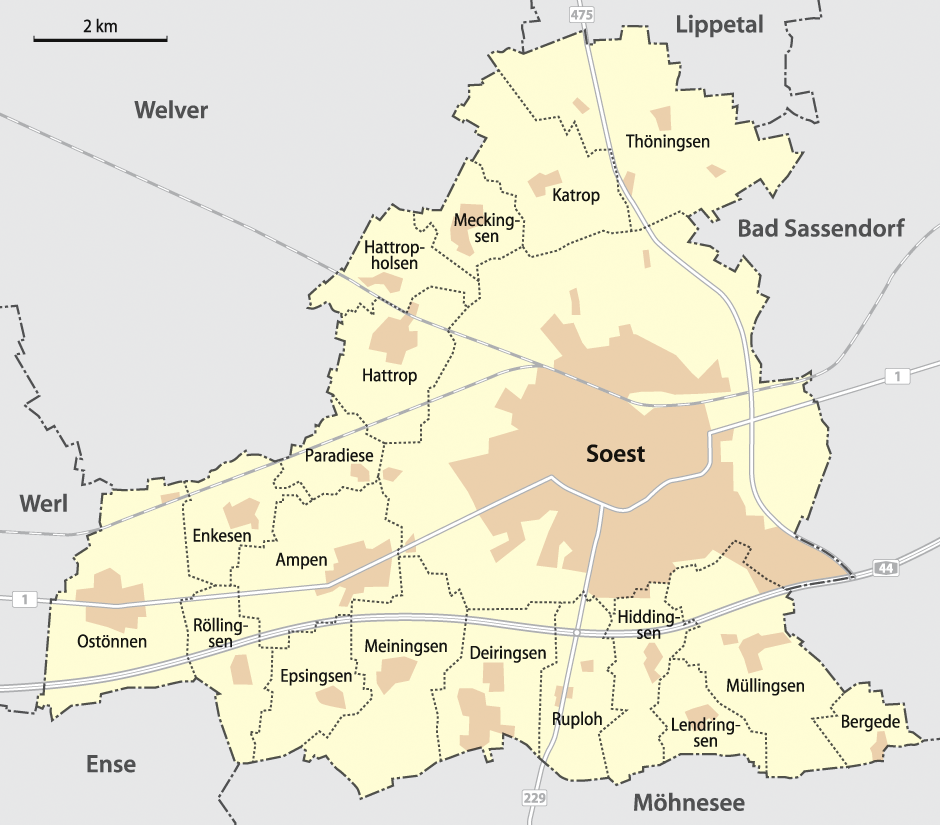
Soest und seine Ortsteile

Epsingsen ist ein Ortsteil von Soest in Westfalen. Heute (2008) leben in Epsingsen 74 Einwohner.

## Geschichte
Der Name Epsingsen leitet sich anders als die meisten Namen der Umgebung auf -ingsen nicht von -inghausen ab, wie die älteste Erwähnung von 1232 (Eppediscinc) anzeigt. Der Name bedeutet so viel wie „der zur Äbtissin gehörende Hof“, wobei der Name bereits darauf hinweist, dass der Ort zum Besitz der Stiftes Meschede gehörte.
Im Mittelalter bildete Epsingsen vermutlich zusammen mit Meiningsen die Freigrafschaft Epsingsen (kirchlich zum Kirchspiel Meiningsen), bevor es 1594 an die Stadt Soest kam und seither zur Oberbörde gehörte.
Am 1. Juli 1969 wurde Epsingsen durch das Soest/Beckum-Gesetz in die Kreisstadt Soest eingegliedert.

## Kultur und Sehenswürdigkeiten

### Einwohnerentwicklung
| Jahr | Ew. |
| ---- | --- |
| 1933 | 119 |
| 1939 | 119 |
| 1961 | 128 |
| 1998 | 60  |
| 2005 | 70  |
| 2008 | 74  |

## Belege
1. ↑  Horst Braukmann: Epsingsen, das Dorf der Äbtissin. In: Soester Zeitschrift. Heft 125, 2013, S. 73.
2. ↑  Martin Bünermann: Die Gemeinden des ersten Neugliederungsprogramms in Nordrhein-Westfalen. Deutscher Gemeindeverlag, Köln 1970, S. 92.
3. 1 2 3 4 5  Infoblatt 2010 (Memento des Originals vom 14. Mai 2011 im Internet Archive)  Info: Der Archivlink wurde automatisch eingesetzt und noch nicht geprüft. Bitte prüfe Original- und Archivlink gemäß Anleitung und entferne dann diesen Hinweis. (PDF; 78 kB)
4. ↑  Martin Bünermann, Heinz Köstering: Die Gemeinden und Kreise nach der kommunalen Gebietsreform in Nordrhein-Westfalen. Deutscher Gemeindeverlag, Köln 1975, ISBN 3-555-30092-X, S. 183.